# Орнстајн-Уленбеков процес
Орнстајн-Уленбеков процес је једини нетривијални стохастички процес који је у исто време стационаран, Гаусов и Марковљев процес. То подразумева да је Орнстајн-Уленбеков процес случајан процес који има исту Гаусову расподелу у времену, тј. његова густина вероватноће не еволуира у времену, док особине Марковљевог процеса подразумевају да тај процес додатно не зависи од историје, тј. да је у потпуности одређен само почетним условом и условна вероватноћа преласка из једног у друго стање, а не зависи од стања у којим се систем налазио у претходним тренуцима.

## Примена
Орнстајн-Уленбеков процес се често користи у разним моделима процеса, нпр. у биологији или економији, где се њиме представљају неуронски импулси, интересне камате, итд.

## Поређење са Брауновим кретањем
За разлику од Брауновог кретања које представља процес кретања малог тела у флуиду под утицајем великог броја судара са молекулима супстанце што изазива случајно кретање тела Марковљевог типа, Орнстајн-Уленбеков процес урачунава додатан ефекат вискозног трења које је приближно пропорционално брзини кретања тела.
И Брауново кретање и Орнстајн-Уленбеков процес спадају у дифузионе процесе. Брауново кретање се карактерише са параметрима
{\displaystyle (\mu (x,t)=0,\;\sigma ^{2}(x,t)=\sigma ^{2}),} док се Орнстајн-Уленбеков процес карактерише са: {\displaystyle (\mu (x,t)=-\alpha x,\;\sigma ^{2}(x,t)=\sigma ^{2}).} На тај начин Орнстајн-Уленбеков процес представља линеарну функцију Брауновог кретања.
|                                                               |                           |
| Орнстајн-Уленбеков процес код ког се види линеарна тенденција | Класично Брауново кретање |